# آرلیس
آرلیس (که در لوگو به صورت $$Arli نوشته شده) یک کمدی موقعیت آمریکایی پیرامون پیشکار ورزشی و گروه همکارانش است. شروع این مجموعه تلویزیونی توسط اچ‌بی‌او در ۱۹۹۶ بود و در سال ۲۰۰۲ پایان یافت.

## بازیگران

### بازیگران اصلی
- رابرت واهل در نقش آرلیس
- ساندرا اوه در نقش ریتا وو
- جیم ترنر در نقش کربی کارلایز
- مایکل بوتمن در نقش استنلی بابسون

### بیشتر از سه بار حضور
- باب کوستاس (۲۰۰۱–۱۹۹۶)
- وان ارل رایت (۲۰۰۲–۱۹۹۷)
- جری جونز (۲۰۰۰–۱۹۹۶)
- جیم لمپلی (۱۹۹۹–۱۹۹۶)
- تامی لازوردا (۲۰۰۰–۱۹۹۶)
- جرمی رونیک (۲۰۰۲–۲۰۰)

### دو بار حضور
- جمال اندرسون (۲۰۰۰–۱۹۹۹)
- لری کینگ (۲۰۰۲–۱۹۹۷)
- شکیل اونیل (۲۰۰۱–۱۹۹۶)
- سینتیا سایکس

### یک بار حضور
- کوبی برایانت
- ریجیس فیلبین
- آماندا باینس
- تیم دانکن
- جیمز کابرن
- کوین جیمز